# Coțofenii din Dos (gmina)
Coțofenii din Dos – gmina w Rumunii, w okręgu Dolj. Obejmuje miejscowości Coțofenii din Dos, Mihăița i Potmelțu. W 2011 roku liczyła 2337 mieszkańców.